# Луиза Шарлота фон Шлезвиг-Холщайн-Зондербург-Августенбург
Луиза Шарлота фон Шлезвиг-Холщайн-Зондербург-Августенбург (на немски: Luise Charlotte von Schleswig-Holstein-Sonderburg-Augustenburg; * 13 април 1658, Августенбург; † 2 май 1740, Кьонигсберг) от странична линия на Дом Олденбург, е датско-германска принцеса от Шлезвиг-Холщайн-Зондербург-Августенбург и чрез женитба херцогиня на Шлезвиг-Холщайн-Зондербург-Бек (1719 –1728).

## Живот
Дъщеря е на херцог Ернст Гюнтер фон Шлезвиг-Холщайн-Зондербург-Августенбург (1609 – 1689) и на принцеса Августа фон Шлезвиг-Холщайн-Зондербург-Глюксбург (1633 – 1701), дъщеря на херцог Филип фон Шлезвиг-Холщайн-Зондербург-Глюксбург и принцеса София Хедвига фон Саксония-Лауенбург.
Луиза Шарлота се омъжва на 1 януари 1685 г. в Августенборг, Дания, за херцог Фридрих Лудвиг фон Шлезвиг-Холщайн-Зондербург-Бек (1653 – 1728) от странична линия на Дом Олденбург, е херцог на Шлезвиг-Холщайн-Зондербург-Бек (1719 – 1728) и от 1713 г. генерал-фелдмаршал и от 1701 г. губернатор на Прусия. Той е син на херцог Август Филип фон Шлезвиг-Холщайн-Зондербург-Бек (1612 – 1675) и третата му съпруга Мария Сибила фон Насау-Саарбрюкен, дъщеря на граф Вилхелм Лудвиг фон Насау-Саарбрюкен.
Тя умира на 2 май 1740 г. на 82 години.

## Деца
Луиза Шарлота и херцог Фридрих Лудвиг фон Шлезвиг-Холщайн-Зондербург-Бек имат децата:
- Доротея (1685 – 1761), омъжена 1709 за маркграф Георг Фридрих Карл фон Бранденбург-Байройт (1688 – 1735)
- Фридрих Вилхелм II (1687 – 1749), пруски генерал-фелдмаршал, губернатор на Берлин, женен 1. за княгиня Луиза Даброва († 1715); 2. 1721 за Урсула Анна, бургграфиня и графиня фон Дона-Шлобитен (1700 – 1761)
- Фридрих Лудвиг (1688)
- София Шарлота (1689 – 1693)
- Карл Лудвиг (1690 – 1774), бранденбургски генерал-лейтенант, губернатор на Ревал, женен 1730 за Анна Каролина Ожелска (1707 – 1769)
- Амалия Августа (1691 – 1693)
- Филип Вилхелм (1693 – 1729)
- Луиза Албертина (1694 – 1773, омъжена за Алберт Зигмунд фон Зеегут-Станисловски († 1768)
- Петер Август (1697 – 1775), руски генерал-губернатор, женен за София фон Хесен-Филипстал (1695 – 1728), дъщеря на ландграф Филип фон Хесен-Филипстал
- София Хенриета (1698 – 1768), омъжена за Албрехт Христиан бургграф фон Дона-Шлобитен-Лайстенау (1698 – 1752)
- Шарлота (1700 – 1785), абатиса в Кведлинбург